# 拉迪·施尼
拉迪·施尼（捷克語發音：[ˈradek ˈtʃerniː]，1974年2月18日—），出生於捷克斯洛伐克布拉格，是一名捷克足球運動員，司職門將。

## 生平
布拉格斯拉維亞
1993年，17歲的施尼在家鄉球會布拉格斯拉維亞展開其足球生涯。他的父親亦是門將並同樣在布拉格斯拉維亞展開其足球生涯，後來在捷克的第三和第四聯賽作賽；施尼的兄長彼得亦是球會的門將。
施尼在職業生涯早期並未在布拉格斯拉維亞取得上陣機會。他曾被外借至三間捷克球會，直至1997年也尚未歸隊。最終他還是取得上陣機會。
他代表球會上陣超過150場賽事，其中大多屬於歐洲賽。他協助球隊贏得兩次捷克杯。
熱刺
2005年1月，施尼被外借至熱刺，為期18個月，後來再續借至2008年結束。他的加盟是取代未能成功爭奪保羅·羅賓遜的正選門將位置而加盟慕遜加柏的凱西·基拿。上個夏季，熱刺亦有簽入一名年青匈牙利門將馬頓·富洛普，但最終由施尼頂替保羅·羅賓遜在2004/05球季的最後三場賽事中上陣。他在白鹿徑球場以5-1的比分擊敗阿士東維拉的賽事中處子上陣，不過球隊仍未能在該季取得參與歐洲足協盃的資格。2005年7月1日，他正式加盟熱刺。
施尼在季前於南韓舉行的和平盃中協助熱刺取得勝利，但當保羅·羅賓遜復出後，他再次擔任後備。他在2005/06球季沒有代表過球會上陣，而熱刺則在聯賽取得第5名。
2006/07球季，施尼仍然未能取得正選位置。雖然，熱刺在四項競賽皆有賽事，不過急於建立球會和國家隊正選位置的保羅·羅賓遜依然上陣了全部賽事。其後，馬頓·富洛普轉投新特蘭，前青訓球員羅伯特·布奇則被外借至對他有興趣的球會。2007年3月，由於保羅·羅賓遜懲傷，施尼在足總盃八強戰對車路士的賽事中上陣，使他近兩年來首次在競賽中上陣，這場難忘的賽事以3-3打成平手。後來，保羅·羅賓遜在重賽中復出，熱刺以1-2的比分戰敗。他在該季再未有代表過球會上陣，熱刺則再次於聯賽位列第5名。
2007/08球季，時任領隊馬田·祖爾於2007年11月離任和因連番失誤而備受壓力的門將保羅·羅賓遜，使熱刺的開局很差劣。施尼取代他的位置並在聯賽盃四強戰首回合對阿仙奴的賽事中上陣，顯示新領隊桑迪·拉莫斯已經對首次失去狀態的保羅·羅賓遜失去耐性。然而，他在歐洲足協盃對前球會布拉格斯拉維亞的賽事中有失誤而使熱刺差點未能勝出，導致他的位置最終被保羅·羅賓遜奪回。
昆士柏流浪
2008年5月4日，施尼向天空體育新聞透露由於未能在熱刺取得正選位置，所以將會在球季結束後加盟英冠球會昆士柏流浪，這則轉會在5月13日被確認。8月4日，他與球會續約至2011年。他在洛夫特斯路球場以2-1的比分擊敗班士利的賽事中處子上陣。

## 國家隊
2000年2月8日，施尼在對墨西哥的友賽中首次代表捷克上陣。2002年11月20日，他在對瑞典的賽事中入替佩特·施治而最後一次代表捷克隊上陣。

## 外部連結
- 足球数据库：拉迪·施尼的球员统计数据